# ۹۲۴ (قمری)
۹۲۴ (قمری)، نهصد و بیست و چهارمین سال در گاهشماری هجری قمری است. اول محرم این سال برابر با بیست و سوم ژانویه سال ۱۵۱۸ میلادی است.

## وابسته
- معماری اسلامی